# Lutzhorn
Lutzhorn est une commune allemande du Schleswig-Holstein, située dans l'arrondissement de Pinneberg (Kreis Pinneberg), à quatre kilomètres au nord de la ville de Barmstedt. Lutzhorn fait partie de l'Amt Rantzau qui regroupe dix communes autour de Barmstedt.